# Заложники Марса
«Заложники Марса» (англ. Settlers, буквальный перевод «Поселенцы») — британский научно-фантастический фильм 2021 года режиссёра Уайатта Рокфеллера. Главные роли в нём сыграли София Бутелла, Джонни Ли Миллер, Бруклин Принс, Нелл Тайгер Фри и Исмаэль Крус Кордова.

## Сюжет
Действие картины происходит на Марсе в 2078 году. Семья, состоящая из отца (Реза), матери (Илса) и их дочери (Реми), живёт в оборудованном доме-убежище, снабжённом кислородной средой, и ведёт примитивное хозяйство. Однажды на этот дом нападают вооружённые люди. Двое погибают, а третий, Джерри, убивает отца семейства и поселяется в убежище вместе с женщиной и её дочерью. Илса вступает с ним в сексуальную связь. Позже она пытается убить Джерри, но тот убивает её.
Спустя восемь лет Джерри и Реми живут вдвоём. Джерри пытается изнасиловать Реми, но она убивает его с помощью старого робота и хоронит рядом со своими родителями. Оставшись в одиночестве, Реми начинает видеть галлюцинации. В финале она уходит из убежища на поиски других людей, которых, по всей видимости, уже не осталось.

## В ролях
- София Бутелла — Илса[1][2]
- Джонни Ли Миллер — Реза
- Бруклин Принс — Ремми (в 9 лет)
- Нелл Тайгер Фри — Ремми (в 18 лет)
- Исмаэль Крус Кордова — Джерри

## Создание и оценки
Режиссёром фильма стал Уайатт Рокфеллер. Премьера состоялась 18 июня 2021 года на кинофестивале Трайбека, а на широкий экран лента вышла 23 июля того же года.
На сайте-агрегаторе отзывов Rotten Tomatoes «Заложники Марса» получили рейтинг 54 % со средней оценкой 6.0/10. Консенсус критиков гласит, что «фильм серьезён до мелочей, но зрители, ищущие несенсационный взгляд на космическую колонизацию, смогут найти это путешествие полезным». На сайте Metacritic картина получила 56 баллов из 100, что указывает на «смешанные или средние отзывы». Критики высоко оценили отдельные актёрские работы.